# Zaříčany
Zaříčany (německy Sarschitschan) jsou vesnice, část městyse Bílé Podolí v okrese Kutná Hora. Nachází se asi dva kilometry západně od Bílého Podolí. Leží na pravém břehu Starkočského potoka.
Zaříčany je také název katastrálního území o rozloze 6,4 km².

## Historie
První písemná zmínka o vesnici pochází z roku 1352.
Ve vsi byly v roce 1932 evidovány tyto živnosti a obchody: výroba cementového zboží, dva obchody s dobytkem, tři hostince, kolář,dva kováři, dva krejčí, pět rolníků, řezník, dva obchody se smíšeným zbožím, spořitelní a záložní spolek pro Zaříčany, stavební podnikatelství, švadlena, dvě trafiky, truhlář.